# 빈대떡 신사 법정에 서다
《빈대떡 신사 법정에 서다》는 1999년 8월 15일에 방영한 KBS 일요베스트이다.

## 줄거리
남길은 오랜만에 고교 동창생들을 만나 거나한 술판을 벌인다. 하지만 계산을 하겠다던 국종의 신용카드가 거래 정지된 것이고, 나머지 친구도 발뺌하는 바람에 200만 원에 달하는 술값을 남길이 지불한다. 친구들은 다음날 돈을 부쳐주겠다며 계좌번호를 적어가지만 돈은 입금되지 않고, 화가 난 남길의 아내 수경은 술값을 받기 위해 친구들을 고소한다.

## 등장 인물
- 백준기
- 김미화
- 정종준
- 장칠군
- 임하룡
- 장기용
- 김애란
- 최영완
- 김원배